# مارك غوير
مارك غوير (بالإنجليزية: Mark Gower)‏ (5 أكتوبر 1978 في المملكة المتحدة - ) هو لاعب كرة قدم بريطاني في مركز الوسط. لعب مع إبسفليت يونايتد وتشارلتون أثلتيك وتوتنهام هوتسبير وسوانزي سيتي ونادي بارنت ونادي ماذرويل ونادي ساوثيند يونايتد.

## وصلات خارجية
- مارك غوير على موقع قاعدة بيانات كرة القدم.إي يو (الإنجليزية)
- مارك غوير على موقع Soccerbase.com (لاعب) (الإنجليزية)
- مارك غوير على موقع عالم كرة القدم.نت (الإنجليزية)
- مارك غوير على موقع AS.com (الإسبانية)